# Пальмира (аэропорт)
Пальмира (араб. مطار تدمر‎) — аэродром сирийских ВВС, расположенный в пригороде города Пальмира мухафаза Хомс.

## Расположение
Аэропорт находится на высоте 403 метров над уровнем моря. Имеет одну взлетно-посадочную полосу, размером 2880x45 метров.

## Состояние
Из-за продолжающегося вооружённого конфликта в стране, в настоящее время нет регулярных рейсов.
20 мая 2015 года авиабазу захватили террористы «Исламского государства».
27 марта 2016 года аэродром освободила сирийская правительственная армия.
В декабре 2016 года боевики «Исламского государства» вновь овладели аэропортом. В марте 2017 года сирийская правительственная армия повторно вернула себе контроль над аэропортом.